# Jerry Stiller
Gerald Isaac Stiller, detto Jerry (New York, 8 giugno 1927 – New York, 11 maggio 2020), è stato un attore, comico e produttore televisivo statunitense.

## Biografia
Nacque a Brooklyn, figlio di William Stiller e Bella Citrin. I suoi nonni paterni erano ebrei austriaci immigrati, e i suoi nonni materni erano ebrei russi. Nel 1954 sposò l'attrice Anne Meara, dalla quale ebbe due figli: Amy (1961) e Ben (1965). Tra i suoi ruoli più importanti, da ricordare quello di Arthur nella serie televisiva The King of Queens e quello del padre di George Costanza, Frank, nella sitcom statunitense Seinfeld. 
Jerry Stiller morì l'11 maggio 2020 all'età di 92 anni; a darne l'annuncio è stato il figlio Ben, su Twitter.

## Filmografia parziale

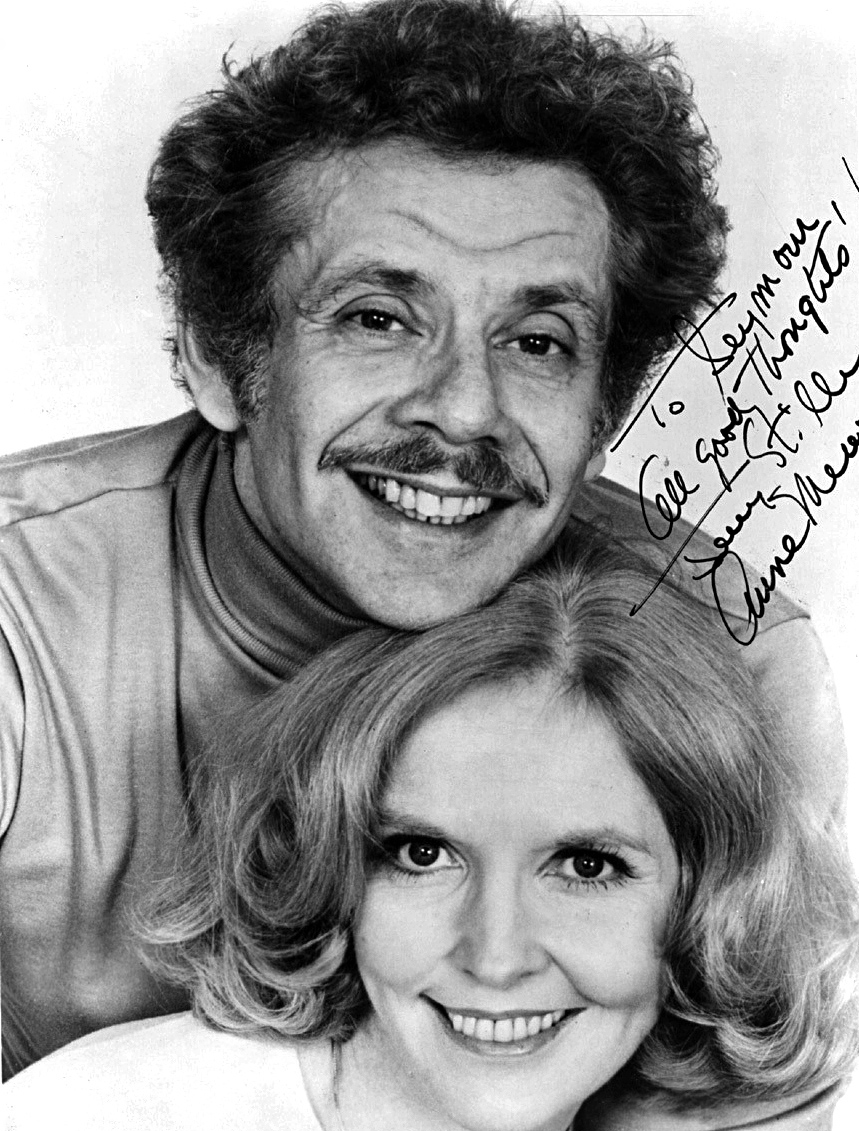
Jerry Stiller ritratto insieme alla moglie e collega Anne Meara (1929-2015) in un'immagine degli anni sessanta

### Cinema
- Amanti ed altri estranei (Lovers and Other Strangers), regia di Cy Howard (1970)
- Il colpo della metropolitana (Un ostaggio al minuto) (The Taking of Pelham One Two Three), regia di Joseph Sargent (1974)
- Airport '75 (Airport 1975), regia di Jack Smight (1975)
- Il vizietto americano (The Ritz), regia di Richard Lester (1976)
- Cattive abitudini (Nasty Habits), regia di Michael Lindsay-Hogg (1977)
- Those Lips, Those Eyes, regia di Michael Pressman (1980)
- Seize the Day, regia di Fielder Cook (1986)
- Su e giù per i Caraibi (Hot Pursuit), regia di Steven Lisberger (1987)
- Nadine - Un amore a prova di proiettile (Nadine), regia di Robert Benton (1987)
- Grasso è bello (Hairspray), regia di John Waters (1988)
- That's Adequate, regia di Harry Hurwitz (1989)
- Little Vegas, regia di Perry Lang (1990)
- Sweet 15, regia di Victoria Hochberg - film TV (1990)
- Autostrada per l'inferno (Highway to Hell), regia di Ate de Jong (1991)
- Freefall, regia di Liz Leshin - cortometraggio (1992)
- Buona fortuna, Mr. Stone (The Pickle), regia di Paul Mazursky (1993)
- Pesi massimi (Heavy Weights), regia di Steven Brill (1995)
- Camp Stories, regia di Herbert Beigel (1997)
- Omicidi occasionali (Stag), regia di Gavin Wilding (1997)
- The Deli, regia di John A. Gallagher (1997)
- The Suburbans - Ricordi ad alta fedeltà (The Suburbans), regia di Donald Lardner Ward (1999)
- A Fish in the Bathtub, regia di Joan Micklin Silver (1999)
- Secret of the Andes, regia di Alejandro Azzano (1999)
- The Independent, regia di Stephen Kessler (2000)
- Chump Change, regia di Stephen Burrows (2000)
- My 5 Wives, regia di Sidney J. Furie (2000)
- Zoolander, regia di Ben Stiller (2001)
- On the Line, regia di Eric Bross (2001)
- Tutta colpa di Sara (Serving Sara), regia di Reginald Hudlin (2002)
- Teacher's Pet, regia di Timothy Björklund (2004) - voce
- Il re leone 3 - Hakuna Matata (The Lion King 1½), regia di Bradley Raymond (2004) - voce
- Hairspray - Grasso è bello (Hairspray), regia di Adam Shankman (2007)
- Lo spaccacuori (The Heartbreak Kid), regia di Bobby Farrelly (2007)
- Planes 2 - Missione antincendio (Planes: Fire & Rescue), regia di Roberts Gannaway (2014) - voce
- Zoolander 2, regia di Ben Stiller (2016)

### Televisione
- Madame X, regia di Robert Ellis Miller (1981) - Film TV
- Simon & Simon - serie TV, 1 episodio (1982)
- Un salto nel buio (Tales from the Darkside) - serie TV, 1 episodio (1985)
- Screen Two - serie TV, 1 episodio (1986)
- La signora in giallo (Murder, She Wrote) - serie TV, episodio 6x08 (1989)
- Law & Order - I due volti della giustizia (Law & Order) - serie TV, episodio 7x7 (1996)
- Subway Stories - Cronache metropolitane (SUBWAYStories: Tales from the Underground), regia di Bob Balaban - film TV (1997)
- Seinfeld - serie TV, 26 episodi (1993–1998)
- Sex and the City – serie TV, episodio 6x12 (2003)
- The King of Queens - serie TV, 175 episodi (1998–2007)

## Doppiatori italiani
Nelle versioni in italiano delle opere in cui ha recitato, Jerry Stiller è stato doppiato da:
- Dante Biagioni in Law & Order - I due volti della giustizia (ep. 2x19), Buona fortuna, Mr. Stone, The Good Wife
- Giorgio Lopez in Law & Order - I due volti della giustizia (ep. 7x07), Hairspray - Grasso è bello
- Giancarlo Maestri ne Il colpo della metropolitana (Un ostaggio al minuto)
- Pietro Biondi in Su e giù per i Caraibi
- Carlo Allegrini in Love Boat
- Luciano De Ambrosis in Nadine - Un amore a prova di proiettile
- Vittorio Di Prima in Zoolander
- Vittorio Congia in Grasso è bello
- Sandro Sardone in Seinfeld
- Mario Milita in Airport '75
- Carlo Reali ne Lo spaccacuori
- Dario De Grassi ne La signora in giallo
- Paolo Marchese in The King of Queens
- Dario Penne in Tutta colpa di Sara
- Goffredo Matassi in Zoolander 2

Da doppiatore è sostituito da:
- Renato Cecchetto ne Il re leone 3 - Hakuna Matata
- Diego Reggente in Planes 2 - Missione antincendio